# Boštjan Lekan
Boštjan Lekan, slovenski biatlonec, * 20. januar 1966, Domžale.
Lekan je za Slovenijo nastopil na Zimskih olimpijskih igrah 1992 v Albertvillu in na Zimskih olimpijskih igrah 1994 v Lillehammerju.
V Albertvillu je nastopil na 10-kilometrskem šprintu ter v teku na 20 km. V šprintu je bil 51., v teku na 20 km pa 21.
V Lillehammerju je nastopil v teku na 20 km in v moški štafeti 4 x 7,5 km. V teku na 20 km je zasedel 59. mesto, slovenska štafeta pa je bila 10. 
Boštjan Lekan pa je tudi oče dveh hčera, Nike in Sare.